# Erycinidia hemileuca
Erycinidia hemileuca is een vlinder uit de onderfamilie Satyrinae van de familie Nymphalidae. De wetenschappelijke naam van de soort is voor het eerst geldig gepubliceerd in 1930 door Heinrich Ernst Karl Jordan.